# Барбара Бранденбургская (княгиня Бжега)
Барбара Бранденбургская (нем. Barbara von Brandenburg; 10 августа 1527, Берлин — 2 января 1595, Бжег) — немецкая принцесса из династии Гогенцоллернов, жена князя Бжега Георга II.

## Биография

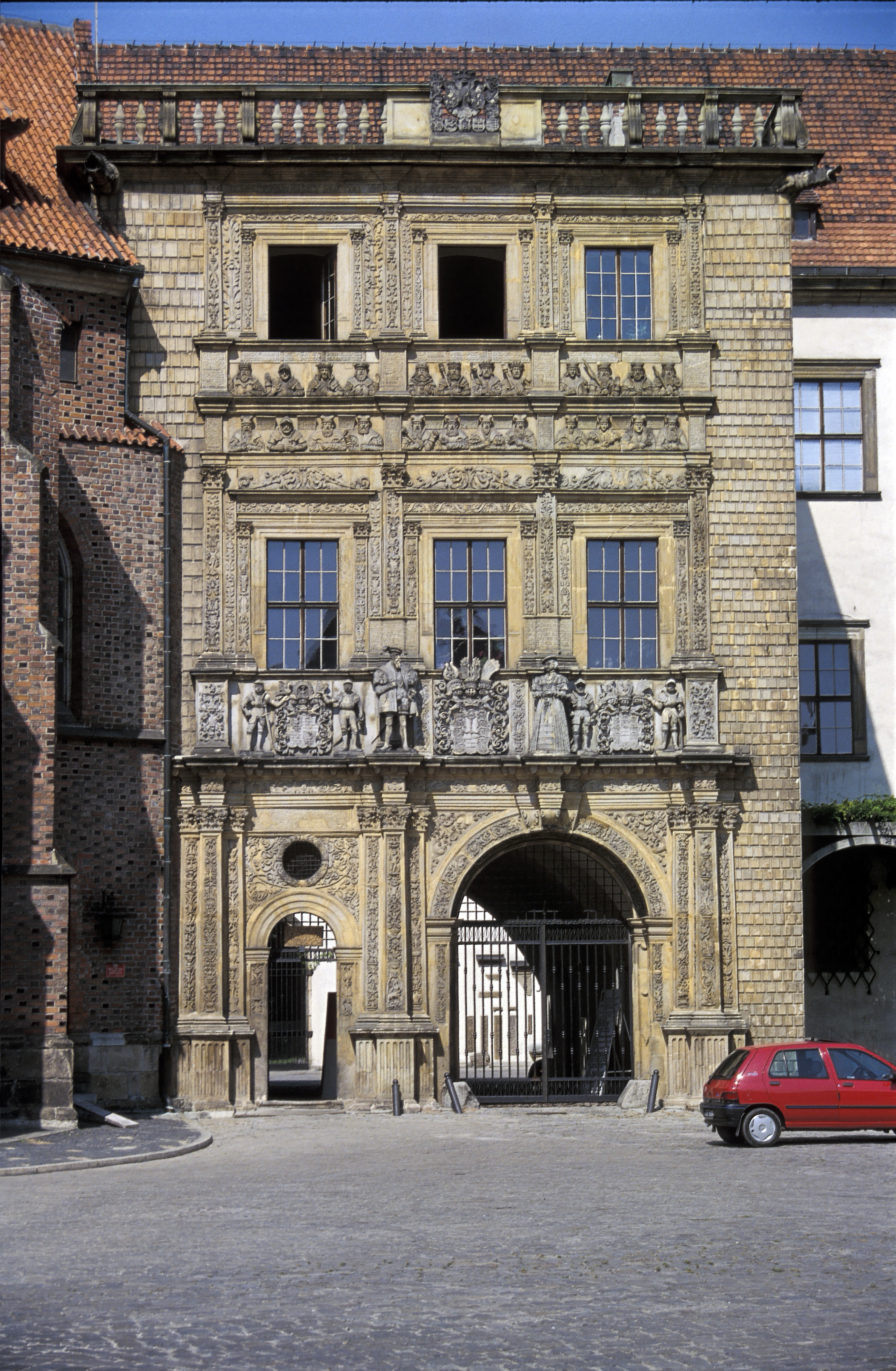
Барбара и её муж Георг II на портале замка Пястов в Бжеге

Барбара  была вторым ребёнком и старшей дочерью курфюрста Бранденбургского Иоахима II Гектора от первого брака с Магдаленой Саксонской.
В 1537 году Барбара была помолвлена с Георгом, вторым сыном князя Бжегского и Легницкого Фридриха II, в рамках союза, заключенного между её отцом и Фридрихом II.  Свадьба состоялась восемь лет спустя, 15 февраля 1545 года на её родине, в Берлине. Одновременно был также заключен брак её брата Иоанна Георга с дочерью Фридриха II Софией. В качестве приданого Барбара получила сумму в 20 000 рейнских флоринов.
Два года спустя, в 1547 году, умер князь Фридрих II, и Георг II унаследовал Бжегское княжество, которое включало города Бжег, Олаву, Стшелин, Немчу, Ключборк, Бычину, Волув и Сцинаву.
Князь Георг II умер 7 мая 1586 года после сорока одного года брака. В своем завещании он оставил Бжегское княжество своей жене в качестве вдовьего удела с полным суверенитетом над княжеством до её смерти. Олавское и Волувское княжества были унаследованы их сыновьями Иоахимом Фридрихом и Иоганном Георгом в качестве соправителей.
После смерти Барбары в 1595 году Бжегское княжество унаследовал её старший сын Иоахим Фредерик, потому что другой её сын, Иоганн Георг, умер в 1592 году.

## Брак и дети
15 февраля 1545 года в Берлине князь Барбара Бранденбургская вышла замуж за князя Бжега Георга II (18 июля 1523 — 7 мая 1586). Супруги имели в браке семеро детей:
- Барбара (24 сентября 1548 — 29 сентября 1565).
- Иоахим Фридрих (29 сентября 1550 — 25 марта 1602), князь Олавский (1586—1592, 1594—1602), Волувский (1586—1602), Бжегский (1595—1602) и Легницкий (1596—1602)
- Иоганн Георг (17 июня 1552 — 6 июля 1592), князь Олавский (1586—1592) и Волувский (1586—1592)
- София (19 ноября 1556 — 24 августа 1594)
- Магдалена (14 октября 1560 — 2 февраля 1562)
- Дочь (род. и ум. 6 апреля 1561)
- Елизавета Магдалена (17 ноября 1562 — 1 февраля 1630), муж с 1 октября 1585 года Карл II Подебрадович, князь Зембицкий и Олесницкий (1545—1617).